# ユバ・ディアッラ
ハマシレ・ユバ・ディアッラ（Hamaciré Youba Diarra、1998年3月24日 - ）は、マリ・バマコ出身のサッカー選手。カディスCF所属。ポジションはMF。

## クラブ経歴
2018年1月、レッドブル・ザルツブルクに加入し、3年半契約を結んだ。加入後すぐに1. ヴィーナー・ノイシュテッターSCへレンタルに出され、その後もTSVハルトベルクやFCザンクトパウリといったクラブへのレンタル移籍を繰り返した。
2022年12月27日、プリメーラ・ディビシオンに所属していたカディスCFに4年半契約で移籍した。